# し
し es una letra del silabario hiragana del idioma japonés, que es pronunciada shi. Modificado por sus alteraciones de comillas y ten , el sonido de esta letra cambia a ji.
Su equivalente en katakana es シ.

## Romanización
Según los sistemas de romanización Hepburn, Kunrei-shiki y Nihon-shiki:
- し , シ se romanizan como "shi".
- じ , ジ se romanizan como "ji".

## Escritura
| Escritura de し | Escritura de シ |

- El carácter し se escribe con un solo trazo:

1. Comienza como un trazo vertical descendente, que gira hacia la derecha, asemejándose al reflejo de una J.

- El carácter シ se escribe con tres trazos:

1. Un pequeño trazo oblicuo, descendente de izquierda a derecha.
2. El siguiente es de igual forma, y está ubicado un poco más abajo y hacia la izquierda.
3. El último es uno más largo, que comienza abajo del segundo, y que sube diagonalmente hasta casi la altura del primero.

No debe confundirse con ツ (tsu), cuyos trazos tienen una orientación distinta. También es similar (aunque menos) a los katakana ン (n) y ソ (so).

## Otras representaciones
- Sistema Braille:

| ●－ ●● －● |

- Alfabeto fonético: 「日本のニ」 ("el ni de Nihon", donde Nihon significa Japón)
- Código Morse: －－・－・

- Datos: Q40582
- Multimedia: し / Q40582